# Петровых, Мария Сергеевна
Мари́я Серге́евна Петровы́х (13 [26] марта 1908 или 26 марта 1908, Норское, Ярославская губерния — 1 июня 1979, Москва) — русская советская поэтесса и переводчица. Заслуженный деятель культуры Армянской ССР (1970).

## Биография
Родилась 13 (26) марта 1908 год в Норском посаде Ярославской губернии, ныне это часть Ярославля, в семье директора фабрики «Товарищество Норской мануфактуры» Сергея Алексеевича Петровых. В 1914 году поступила в подготовительный класс частной начальной школы в Ярославле, окончила три класса, готовилась к поступлению в гимназию. С 1918 года училась в норско-посадской школе. С 1922 года жила в Ярославле и училась в ярославской школе им. Н. А. Некрасова, посещала собрания местного Союза поэтов.
В 1925 году переехала в Москву, поступила на Высшие государственные литературные курсы (там в эти годы учились Арсений Тарковский, Юлия Нейман, Даниил Андреев, Юрий Домбровский), заканчивала их в 1930 году экстерном уже как студентка литературного факультета МГУ. Работала литературным сотрудником в редакции «Гудка» и в «Сельхозгизе».
Была в дружеских отношениях с А. Штейнбергом, С. Липкиным, А. Ахматовой, О. Мандельштамом (посвятившим ей стихотворение «Мастерица виноватых взоров»). О её отношениях с ними есть страницы в мемуарах Н. Мандельштам, Э. Герштейн. В июне 1937 года её муж, журналист и переводчик Виталий Дмитриевич Головачёв, был арестован, постановлением особого совещания при НКВД СССР осуждён к 5 годам ИТЛ и сослан в Медвежьегорск (Карелия). Он умер в спецлагере в 1942 году.
В годы войны — в эвакуации в городе Чистополь. Работала над переводами и зарабатывала ими на жизнь.
По впечатлению ряда современников, имела роман с А. А. Фадеевым, которому посвятила многие свои стихи.
При жизни вышла одна небольшая малотиражная книга избранной лирики Петровых — «Дальнее дерево» (Ереван, 1968).
Похоронена на Введенском кладбище (13 уч.).

## Творчество
Её стихи идут из глубины сердца, они возникали из глубоко духовного восприятия людских судеб. Чуткости, с какой Петровых воспринимала природу, противостояла решительность, с которой поэтесса отвергала несправедливость, жестокость и закрепощённость окружающих её людей. Стихи Петровых о войне показывают, что поэтесса отвергает войну как таковую, скорбит о разлуках и страдает перед лицом насилия. Эти стихи выше любого сугубо национального мышления.
Стихи Марии Петровых высоко ценили Борис Пастернак, Арсений Тарковский и Анна Ахматова, которая назвала её стихотворение «Назначь мне свиданье на этом свете» «шедевром лирики последних лет».
Мария Петровых переводила андалузских, армянских (С. Капутикян, Маро Маркарян, Ваан Терьян, О. Туманян и другие), болгарских (Атанас Далчев, Пенчо Славейков и другие), грузинских (Михаил Квливидзе), еврейских (И. Борисов, П. Маркиш, С. З. Галкин), индийских (Мухаммад Икбал, Рабиндранат Тагор), кабардинских (Фаусат Балкарова, Алим Кешоков), казахских (Абай), литовских (Саломея Нерис, Юлюс Анусявичюс), польских (К. К. Бачинский, Владислав Броневский, К. И. Галчинский, Б. Лесьмян, Леопольд Стафф, Юлиан Тувим), сербских, словенских, хорватских, чешских (Витезслав Незвал) поэтов.

## Награды и память
- Заслуженный деятель культуры Армянской ССР (1970)
- премия Союза писателей Армении (январь 1979)
- имя Марии Петровых носит одна из ярославских библиотек
- Именем Марии Петровых названа одна из улиц Ярославля.

## Семья
- дядя (брат матери) — ярославский священномученик Димитрий Александрович Смирнов.
- двоюродный дед — митрополит Иосиф (Иван Семёнович Петровых), церковный деятель и духовный писатель, многократно арестовывался советскими властями и в итоге был расстрелян в период Большого Террора, канонизирован Русской православной церковью за границей.
- первый муж — Петр Алексеевич Грандицкий (1899—1987). Поэт, ученый-экономист, доктор сельскохозяйственных наук, преподаватель Тимирязевской академии.
- второй муж — Виталий Дмитриевич Головачёв (1908—1942). Журналист, переводчик-полиглот, активный участник группы «Борьба» левого течения и редактор одноимённого подпольного журнала, трижды привлекался к ответственности по политическим делам, последний раз в 1937 году, проходил по одному делу с Константином Гореловым, умер в заключении в феврале 1942 г.
- дочь — Арина Витальевна Головачёва, филолог-славист, одна из главных составителей посмертных сборников М. Петровых.
- внучка — Анастасия Ивановна Головкина, писатель, лауреат литературных премий, исследователь архива М. Петровых.
- правнучка — Устинья Дмитриевна Головкина, экскурсовод, специалист IT-сферы.

## Издания и публикации
- Дальнее дерево. — Ереван: Айастан, 1968.
- Предназначенье. — М.: Советский писатель, 1983.
- Черта горизонта: стихи и переводы. Воспоминания о М. Петровых. — Ереван, 1986.
- Избранное. — М., 1991.
- Костёр в ночи. — Ярославль: Верхне-Волжское книжное издательство, 1991.
- Домолчаться до стихов. — М., 1999.
- Прикосновение ветра. — М., 2000.
- Великие поэты мира: Мария Петровых. — М.: ЭКСМО, 2013.
- «…Я разговариваю только с вами» (Переписка А. Далчева и М. Петровых) // Вопросы литературы. 1996. Вып.4. С.247-283.
- Из тайной глуши / Мария Петровых [сост. А. И. Головкина]. К 100-летию знакомства Марии Петровых и Виталия Головачева (1925–2025). – М.: Издательство РСП, 2025. – 78 с.